# Dê Poznań
Dê Poznań là một trong những điểm thu hút khách du lịch của Poznań. Màn trình diễn của những chú dê bằng máy diễn ra hàng ngày vào lúc 12:00 trên tòa tháp của Tòa thị chính Poznań.

## Huyền thoại dê

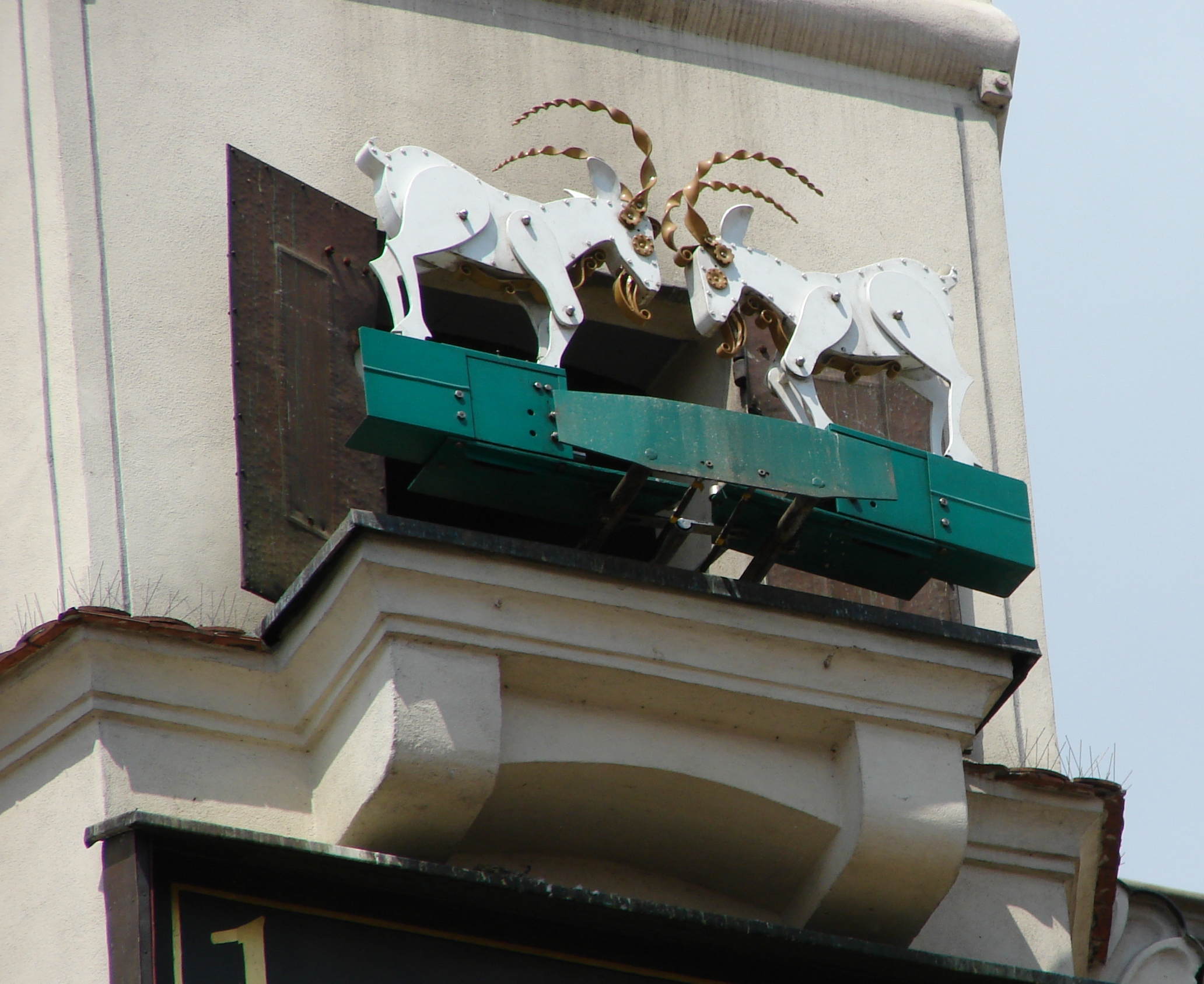
Những con dê húc đầu

Theo một phiên bản của truyền thuyết dân gian, khi tòa thị chính được xây dựng lại sau trận hỏa hoạn lớn ở Poznań, đồng hồ cho tòa tháp tòa thị chính được đặt hàng từ bậc thầy Bartholomew đến từ Gubin. Hội đồng thị trấn quyết định tổ chức sự kiện quan trọng này. Một bữa tiệc tuyệt vời đã được lên kế hoạch. Một đầu bếp trẻ, Pietrek, được chỉ định để chuẩn bị món ăn chính - chân hươu nướng. Và chính Pietrek tò mò về đồng hồ. Đầu bếp trẻ không thể chờ đợi để nướng xong và quyết định rời khỏi bếp một lúc để nhìn đồng hồ.
Tuy nhiên, khi vắng mặt, toàn bộ chân huơu đã rơi vào lửa và đốt thành than. Chàng trai hoảng hốt chạy đến một đồng cỏ gần đó, nơi cư dân của thành phố nuôi giữ động vật của họ. Từ đó, anh ta bắt cóc hai con dê và đưa chúng vào bếp của tòa thị chính. Những con dê, tuy nhiên, đã trốn thoát và trốn đến ban công trước của tòa tháp tòa thị chính. Ở đó, trước những người dân thị trấn đang tập trung, hai con dê nhỏ màu trắng bắt đầu húc nhau. Cảnh tượng này làm hài lòng voivode và những vị khách được mời. Thị trưởng đã ân xá cho Pietrek, và thợ sửa đồng hồ được lệnh tạo ra một cơ chế kích hoạt những con dê đồng hồ mỗi ngày. Kể từ đó, mỗi ngày, người thổi kèn phát loa bugle và hai con dê xuất hiện.
Những con dê thực sự đã không đến được bàn ăn của các ủy viên hội đồng thành phố và người dân thị trấn nhưng được trả lại cho người góa phụ nghèo, chủ nhân thực sự của chúng.

## Tượng đài dê

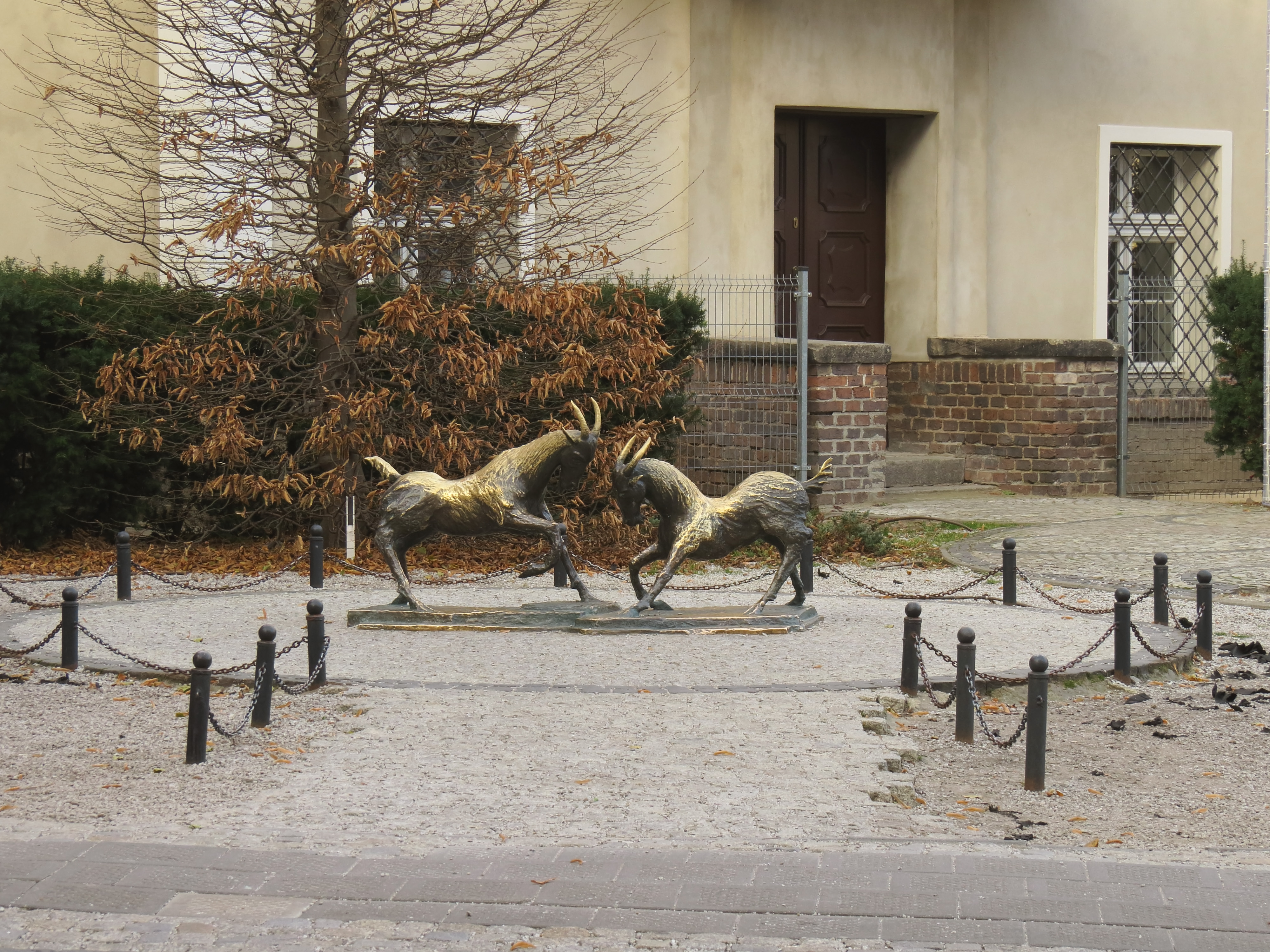
Điêu khắc dê

Tượng dê nằm trên Quảng trường Collegiate, gần lối vào chính của Văn phòng Thành phố, Đại học Dòng Tên cũ. Tác phẩm điêu khắc được thiết kế bởi Robert Sobociński vào năm 2002. Năm 2019, vì lí do cải tạo quảng trường, tác phẩm điêu khắc dê đã được chuyển đến Công viên Chopin.
Tượng đài, do khả năng tiếp cận dễ dàng từ mặt đất và cho phép ngồi trên lưng, là một nơi phổ biến cho khách du lịch và người dân để chụp ảnh lưu niệm.
Một bức tượng dê hiện đại và đầy màu sắc khác nằm trên đường phố Piłsudskiego, ở Rataje.